# MOB (Lazza)
MOB è un singolo del rapper italiano Lazza, pubblicato il 7 aprile 2017 come quarto estratto dal primo album in studio Zzala.

## Descrizione
Si tratta della decima e penultima traccia del disco ed è stata realizzata insieme a Nitro e Salmo, quest'ultimo coproduttore del brano insieme allo stesso Lazza e a Low Kidd.

## Video musicale
Il video, diretto da Andrea Folino, è stato reso disponibile il 18 aprile 2017. È stato girato a Londra, ed in esso fanno la comparsa, oltre ai tre rapper, anche Harvey Don e Rayman Beats, due youtuber britannici noti per i loro video dedicati alla recensione di brani ed album hip hop e trap.

## Tracce
1. MOB (feat. Salmo & Nitro) – 3:34

## Classifiche
| Classifica (2017) | Posizione massima |
| ----------------- | ----------------- |
| Italia            | 34                |